# Replica (Metalcore-Band)
Replica ist eine Thrash-Metal-/Metalcore-Band aus Österreich.

## Geschichte
Am 31. Mai 2008 wurde das Debütalbum Riven by Grief in Eigenregie veröffentlicht. Dieses wurde vom FUZE Magazine kritisiert.
Am 5. Juni 2010 erfolgte der Release des Nachfolgealbums Choose Between the Devil and the Deep Blue Sea, welches bei dem Label Noisehead Records (u. a. Waiting for Sunset) erschien.
Zwischen dem 6. Februar 2011 und dem 13. Februar 2011 tourte die Gruppe auf sieben Konzerte mit Ektomorf auf deren Road to Redemption Tour durch Deutschland. Am 26. März 2011 war die Band Opener für Heaven Shall Burn im Linzer Posthof. Am 2. Dezember 2011 spielte die Gruppe ein Konzert in Wels mit Debauchery und Ultrawurscht. Die Gruppe hatte einen Promotion-Auftritt auf Gotv und ein Interview mit FM5. Die Gruppe nimmt am Vorentscheid zum Metalfest teil.

## Sonstiges
In Zagreb existiert eine gleichnamige Rockband, die 2000 gegründet wurde und derzeit bei Croatia Records unter Vertrag steht.

## Diskografie

### Alben
- 2008: Riven by Grief
- 2010: Choose Between the Devil and the Deep Blue Sea (Noisehead Records)
- 2013: The Bright Side of Death (Noisehead Records)